# Vedran Ćorluka
Vedran Ćorluka (Derventa, 5 de fevereiro de 1986) é um ex-futebolista croata nascido na atual Bósnia-Herzegovina e que atuava como zagueiro ou lateral.

## Carreira

### Dinamo Zagreb
Vedran Ćorluka se profissionalizou no Dinamo Zagreb, em 2003.

### Lokomotiv Moskva
Vedran Ćorluka se transferiu para o Lokomotiv Moskva, em 2012.

## Seleção nacional
Corluka fez parte do elenco da Seleção Croata de Futebol das Euros 2008, 2012 e 2016 e das Copas de 2014 e 2018.

## Títulos
Dinamo Zagreb
- Campeonato Croata: 2005–06, 2006–07
- Copa da Croácia: 2006–07
- Supercopa da Croácia: 2006

Lokomotiv Moscow
- Copa da Rússia: 2014–15, 2016–17, 2018–19, 2020–21
- Campeonato Russo: 2017–18
- Supercopa da Rússia: 2019